# Родригес Мартинес, Наталья
Наталья Родригес Мартинес (род. 1979) — испанская бегунья на средние дистанции. Была чемпионкой на Чемпионате Европы по лёгкой атлетике в помещении 2009. Серебряный призёр чемпионата мира 2010 года в помещении. Бронзовый призёр чемпионата мира 2011 года на дистанции 1500 метров.